# Gustav von Blome

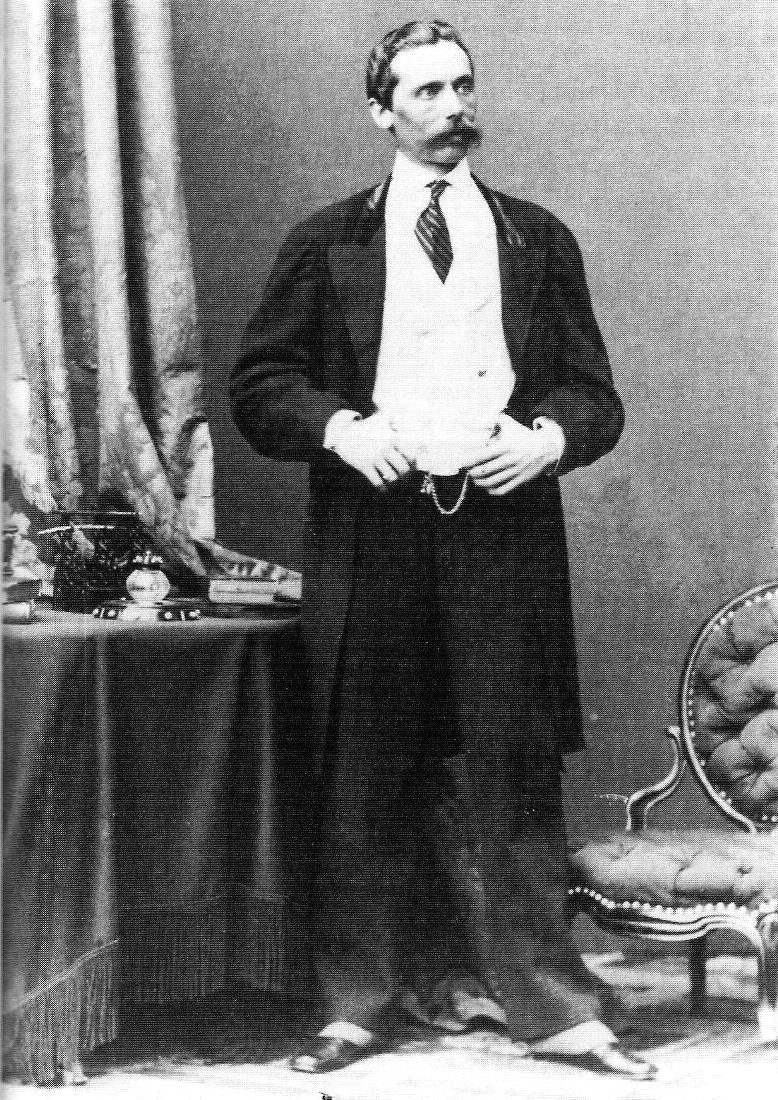
Gustav Graf von Blome

Otto Paul Julius Gustav Lehnsgraf von Blome (* 18. Mai 1829 in Hannover; † 24. August 1906 in Bad Kissingen) war ein deutschstämmiger Diplomat in österreichischen Diensten, Politiker und Sozialreformer.

## Leben
Blome stammte aus dem auf Gut Salzau in Schleswig-Holstein ansässigen Adelsgeschlecht Blome. Er war der älteste Sohn und Erbe des dänischen Geheimen Konferenzrats und Kammerherrn Graf Otto von Blome (1795–1884) auf Salzau und der Prinzessin Klementine Bagration (1810–1829). Deren Eltern waren der georgische Fürst Pjotr Iwanowitsch Bagration und die Fürstin Katharina Bagration, geborene Gräfin Skawronskaja, doch es war allgemein bekannt, dass Klementine einer Liaison ihrer Mutter mit dem österreichischen Staatskanzler Fürst Klemens Wenzel Lothar von Metternich entstammte. Klementine Blome starb kurz nach der Geburt ihres Sohnes Gustav. Sein Vater wurde am 11. September 1819 mit Diplom vom 1. Mai 1820 in den dänischen Lehnsgrafenstand erhoben.
Gustav Blome besuchte zunächst die Ritterakademie Lüneburg und studierte anschließend Rechtswissenschaften an der Universität Bonn. Seine Teilnahme am Schleswig-Holsteinischen Krieg 1848/1849 als Leutnant in der schleswig-holsteinischen Armee und Ordonnanzoffizier des Generals Eduard von Bonin machten seinen Eintritt in den dänischen diplomatischen Dienst unmöglich. So trat er in den diplomatischen Dienst Österreichs ein, der ihn als Attaché nach St. Petersburg, als Sekretär an der Gesandtschaft in Paris und ins Außenministerium nach Wien brachte. Im Jahr 1860 kam er als Gesandter bei den Hansestädten nach Hamburg und 1864 nach München als bevollmächtigter Minister am bayerischen Königshof. Im Jahr 1865 war er der österreichische Unterhändler bei jenen Verhandlungen, die schließlich am 14. August 1865 zur Gasteiner Konvention über die Elbherzogtümer führten. Im Folgejahr 1866 trat er schließlich vom diplomatischen Dienst zurück.

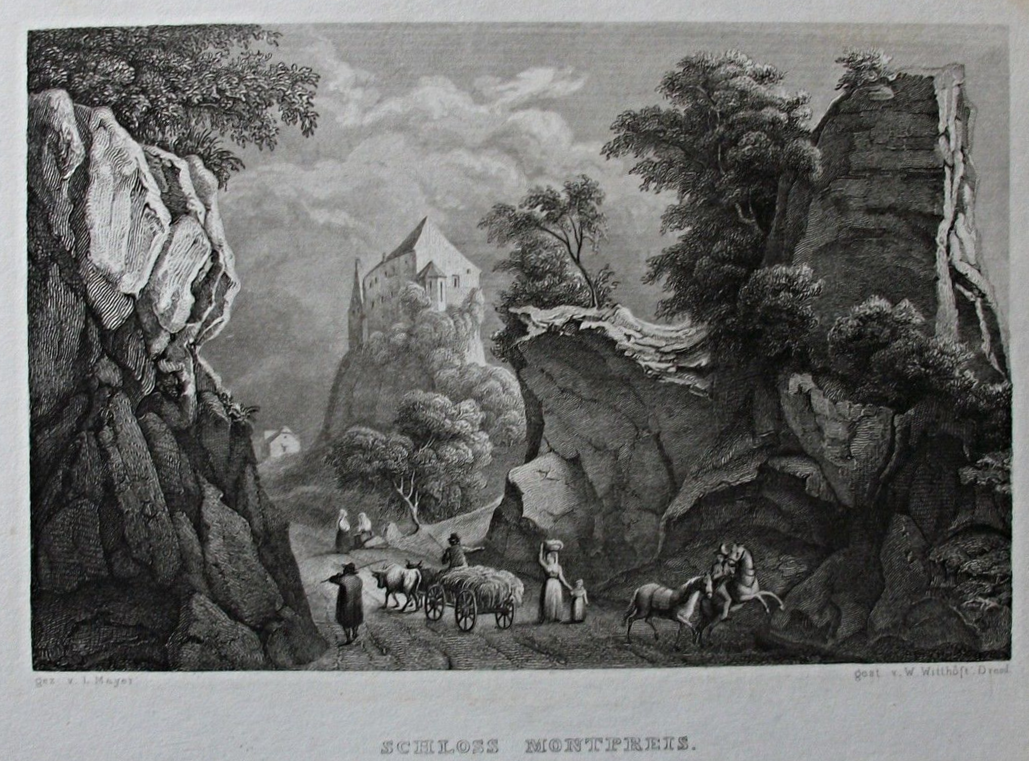
Burg Montpreis (1847)

Blome erwarb 1862 die Burg Montpreis in der Untersteiermark (heute Planina pri Sevnici, Gemeinde Šentjur, Slowenien). Er wurde königlich kaiserlicher Kämmerer, Geheimrat, außerordentlicher Gesandter und bevollmächtigter Minister zur Disposition. Ab April 1867 gehörte er auf Lebenszeit dem österreichischen Herrenhaus an, wo er katholisch-konservative Positionen vertrat. Außerdem avancierte er zum Ehrenritter des Malteserordens.
Gustav Graf Blome engagierte sich im Herrenhaus nachhaltig für sozialpolitische Reformen und trat u. a. für eine Verkürzung der Arbeitszeit auf höchstens 10 Stunden, für die berufsständische Organisation der Wirtschaft, für eine Arbeiterunfallversicherung, für Sonntagsruhe und für ein Verbot der Nachtarbeit durch Frauen ein. Auf seinem eigenen Gut setzte er diese Ideen nach Möglichkeit bereits selbst um. Journalistisch war er bei der Tageszeitung „Vaterland“ tätig.
Gegen den energischen Widerstand seines Vaters und unter dem Zuspruch seiner Tante, der Schriftstellerin Ida Hahn-Hahn, war Blome 1857 zum katholischen Glauben konvertiert.
Gustav von Blome ist auf dem Kapellenfriedhof in Bad Kissingen begraben.

## Familie
Gustav heiratete am 1. September 1858 in Maria Enzersdorf (Niederösterreich) Josephine Gräfin von Buol-Schauenstein (* 10. Oktober 1835 in Karlsruhe; † 21. Mai 1916 in Salzburg), die Tochter des österreichischen Botschafters und Ministerpräsidenten Karl Graf von Buol-Schauenstein (1797–1865) und der Caroline Gräfin von Isenburg-Birstein (1809–1861). Letztere war die Tochter von Karl Theodor zu Isenburg und Büdingen (1778–1828) und der Magdalene von Herding (1789–1859) sowie Enkelin des bayerischen Generalleutnants Friedrich Wilhelm zu Isenburg und Büdingen (1730–1804) und seiner Gattin Karoline Franziska Dorothea von Parkstein (1762–1816), einer natürlichen Tochter des Kurfürsten Karl Theodor von Kurpfalz-Bayern.
Gustav und Josephine von Blome hatten insgesamt 10 Kinder (4 Jungen und 6 Mädchen):
- Clementine (* 1860)
- Arnold (1861–1926) ⚭ 1907 Hedwig Gräfin zu Stolberg-Stolberg (* 1884)
- Franz Xaver (1862–1864)
- Marie (1864–1904)
- Louis (1865–1930)
- Johannes (1867–1945) ⚭ 1901 Martha Prinzessin Stirbey (1877–1925)
- Adeline (1868–1869)
- Anna (1871–1960)

⚭ 1896 Franz Graf und Edler Herr von und zu Eltz (1868–1921)
⚭ 1925 Michael Freiherr Kast von Ebelsberg (1859–1932)
- Giulia (1873–1939) ⚭ 1904 Joseph Graf von Plaz († 1939)
- Carola (1877–1951), wurde Ordensschwester, nach ihr ist die Carola-Blome-Straße in Salzburg benannt.[5]